# Dichochrysa qingchengshana
Dichochrysa qingchengshana är en insektsart som först beskrevs av C.-k. Yang et al. 1992.  Dichochrysa qingchengshana ingår i släktet Dichochrysa och familjen guldögonsländor. Inga underarter finns listade i Catalogue of Life.